# Kosteantînivka, Onufriivka
Kosteantînivka (în ucraineană Костянтинівка) este un sat în comuna Popivka din raionul Onufriivka, regiunea Kirovohrad, Ucraina.

## Demografie
Componența lingvistică a localității Kosteantînivka
     Ucraineană (98,37%)
     Rusă (1,63%)
Conform recensământului din 2001, majoritatea populației localității Kosteantînivka era vorbitoare de ucraineană (98,37%), existând în minoritate și vorbitori de rusă (1,63%).